# أليفة البرد (جنس)
أليفة البرد (الاسم العلمي: Cryosophila)، جنس من أشجار النخيل المروحية متوسطة الحجم التي تمتد من وسط المكسيك إلى شمال كولومبيا. يمكن تمييز الأنواع في هذا الجنس بسهولة عن الأجناس ذات الصلة من خلال الأشواك المميزة التي تتجه لأسفل على الساق، والتي هي في الواقع جذر محور. تُعرف هذه الأنواع باسم «أشجار النخيل جذرية الأشواك».
اشتق الاسم العلمي من اليونانيتين crios و phila اللتان تعنيان "برد" و "إلف" (أو "حب) على الترتيب، ويكون معناه الإجمالي "أليف البرد".